# هلموت شميت
هلموت شميت (بالألمانية: Helmut Schmidt) ‏(23 ديسمبر 1918 في هامبورغ – 10 نوفمبر 2015 في هامبورغ) كان سياسي ألماني ومستشار سابق لألمانيا الغربية بين أعوام 1974 إلى غاية 1982 .

## حياته
ولد هلموت هينريك فالديمار شميت وهو اسمه بالكامل في مدينة هامبورغ بألمانيا، خدم في الجيش الألماني في الحرب العالمية الثانية والتحق بعدها بالحزب الديمقراطي الاجتماعي عام 1946.
تخرج شميت من جامعة هامبورغ عام 1949 وخدم في البوندستاج من عام 1953 إلى عام 1962، عندما أصبح مسؤولا حكوميا تم انتخابه مرة أخرى في البوندستاج وعمل في حكومة برانت وزيرا للدفاع، ووزيرا للاقتصاد، ووزيرا للمالية والاقتصاد وفي عام 1974 انتخب هيلموت شميت مستشارا لالمانيا الغربية خلفا لفيللي براندت ليصبح شميت خامس مستشار ألماني بعد الحرب العالمية الثانية.
هو أطول مستشاري ألمانيا عمراً.

## وفاته
توفي المستشار الألماني السابق هلموت شميت يوم الثلاثاء 10 نوفمبر/تشرين الثاني 2015، بعد عمر ناهز الـ 96 عاما، إثر تدهور وضعه الصحي بشكل كبير نهاية الأسبوع الذي سبق وفاته وكان طبيب هلموت شميت قد أعلن الثلاثاء أن الحالة الصحية للمستشار الألماني السابق قد تدهورت بشكل كبير نهاية الأسبوع وأنه ضعف كثيرا، وتوقع أن لا يستعيد عافيته وأدخل الاشتراكي الديمقراطي شميت هلموت، إلى المستشفى في أغسطس/آب الماضي حيث أجريت له عمليات جراحية لإزالة جلطة في الساق وأصيب شميت بجلطة عام 2012 وخضع لعملية استبدال شرايين.

## روابط خارجية
- هلموت شميت على موقع IMDb (الإنجليزية)
- هلموت شميت على موقع الموسوعة البريطانية (الإنجليزية)
- هلموت شميت على موقع مونزينجر (الألمانية)
- هلموت شميت على موقع ألو سيني (الفرنسية)
- هلموت شميت على موقع ميوزك برينز (الإنجليزية)
- هلموت شميت على موقع قاعدة بيانات الأفلام السويدية (السويدية)
- هلموت شميت على موقع إن إن دي بي (الإنجليزية)
- هلموت شميت على موقع ديسكوغز (الإنجليزية)
- هلموت شميت على موقع قاعدة بيانات الفيلم (الإنجليزية)
- هلموت شميت على موقع كينوبويسك (الروسية)